# 600379 Csortosgyula
600379 Csortosgyula è un asteroide della fascia principale. Scoperto nel 2011, presenta un'orbita caratterizzata da un semiasse maggiore pari a 2,5785129 au e da un'eccentricità di 0,3269696, inclinata di 8,96501° rispetto all'eclittica.